# 龍原寺 (臼杵市)
龍原寺（りゅうげんじ）は、大分県臼杵市にある浄土宗の寺院で、浄土宗総本山知恩院の末寺。山号は紫雲山、院号は花楽院。

## 歴史
1600年（慶長5年）に、円誉を開山に豊後臼杵藩初代藩主稲葉貞通によって創建された。暴れる龍の夢を見た円誉が後陽成天皇の六字名号の掛軸を奉じて当地に赴き、龍を昇天させて開基したという伝説がある。その寺宝として龍の珠、鱗、爪がある（非公開）。
三重塔は、臼杵の宮大工、高橋団内が奈良や京都などで古寺を巡り、古塔の長所を採用して理想とする図面を作成、その図面に基づき弟子の坂本荘右衛門が、1848年（嘉永元年）から10年かけて1858年（安政5年）に完成させた。内部に聖徳太子像を安置しているため、太子塔とも呼ばれている。九州で2基しか現存しない江戸時代の木造三重塔であり、大分県の有形文化財に指定されている。三重塔の建立により、建築の神、学問の神を祀るところとして知られるようになった。
また、三重塔横にある地蔵には安産祈願や水子供養の信仰がある。

## 所在地
- 大分県臼杵市大字福良平清水町134番地の1[2]

## 交通
- 鉄道 - JR九州日豊本線上臼杵駅から徒歩約10分[1]。
- バス - JR九州日豊本線臼杵駅からバスで約10分、平清水停留所下車[8]。
- 自動車 - 東九州自動車道臼杵ICから国道502号、国道217号を経て大分県道33号臼杵停車場線に入り約1km[1]。